# Вербец, Альберт Васильевич
Альберт Васильевич Вербец (18 марта 1943 — 14 декабря 2015) — советский и украинский актёр театра и кино, режиссёр, драматург, заслуженный артист Украины.

## Биография
Родился в селе Салтыково Салтыковского района (с 1958 года часть Земетчинского района) Пензенской области.
В 1965 году окончил Ростовское художественное училище имени М. Б. Грекова. Играл в театрах Новочеркасска и Вологды, в драматическом театре Краснознамённого Северного флота в Мурманске, в Рязанском ТЮЗе.
С 1975 года до конца жизни служил в Николаевском русском драматическом театр как актёр, а затем как режиссёр-постановщик. Осуществил постановку более десяти спектаклей в Николаеве, Киеве и других городах.
Занимался литературной деятельностью. Автор более десяти пьес, большинство из которых ставились в его родном театре, а также в театрах Украины и бывшего СССР, в том числе на сценах Киева и Санкт-Петербурга. Издал авторский сборник пьес. В 1991 году закончил Высшие литературные курсы литературного института им. А. М. Горького в Москве. Был членом Союзов писателей Украины и России.

### Семья
- Жена — актриса Светлана Борисовна Слобожанинова (род. 1943), заслуженная артистка Украины.

## Награды
- Заслуженный артист Украины (1999)[2].

## Работы в театре

### Актёр
- «Три сестры» А. П. Чехова — Вершинин
- «Коварство и любовь» Ф. Шиллер — Вурм
- «Последний срок»" В. Распутин — Илья
- «Гамлет» У. Шекспир — Розенкранц
- «Мать» К. Чапек — Ондра
- «Игра теней» Ю. Эдлис — Юлий Цезарь
- «Ваша сестра и пленница» Л. Разумовская — Сесил
- «Три сестры» А. П. Чехова — Чебутыкин
- «Шельменко-денщик» Г. Квитка-Основьяненко — Шпак
- «Двенадцатая ночь» У. Шекспир — Тоби Белч
- «Верона: Ещё одна история любви» Г. Горин — Лоренцо
- «Дядя Ваня» А. П. Чехов — Серебряков
- «Вишнёвый сад» А. П. Чехов — Епиходов
- «Очень простая история» М. Ладо — сосед

## Фильмография
1. 2007 — Сильнее огня — Панферов
2. 2008 — Разведчики. Последний бой — чешский пастух
3. 2012 — Одесса-мама — эпизод
4. 2013 — Я — Ангина! — эпизод
5. 2014 — Пляж (Россия, Украина) — эпизод
6. 2015 — Анка с Молдаванки — эпизод

## Пьесы
- «Дорога из Чёрного царства» (1970)
- «Экипаж „Летучего Голландца“» (1971)
- «Посвящение» (1978)
- «Новоселье» (1981)
- «Голгофа» (1983)
- «Детские игры» (1983)
- «Груздевы» (1984)
- «Оливковое масло» (1985)
- «Назад пути нет» (1987)
- «Из ночи в ночь» (1990)
- «Марья-краса, Золотая коса» (1991)
- «Избушка на курьих ножках» (1995)
- «Восьмое чудо света»